# Franco Ciani (allenatore di pallacanestro)
Franco Ciani (Udine, 24 marzo 1961) è un allenatore di pallacanestro italiano, attuale head coach della RSR Sebastiani Rieti.
Ha guidato nella massima serie Gorizia, Cantù, Livorno e Trieste.

## Carriera

### Serie minore e assistente
Pur essendo affetto da focomelia agli arti superiori, ciò non gli ha impedito fin da subito di intraprendere e svolgere la carriera da ufficiale di gara agli inizi e poi da allenatore nella natia Udine, curando prima il settore giovanile femminile e poi quello maschile della compagine friulana. Nel 1987 ottiene il suo primo incarico in una prima squadra, contribuendo alla promozione di Cividale del Friuli in serie C, rimanendovi poi per due anni. Nella stagione 1990-91 accetta la proposta di Avellino, nel campionato di B1, in qualità di assistente allenatore, stesso ruolo che svolgerà anche nell'annata successiva alla Virtus Padova, sempre in B1. Nel 1992/93 riveste invece la carica di capoallenatore a Fidenza, salvo poi essere il vice di Eugenio Dalmasson sia a Firenze che a Vicenza, dove permane per un biennio.

### L'esordio in A1 con Gorizia
Fabrizio Frates nel 1996 lo chiama a Gorizia, che era a quel tempo in A2, per affidargli il ruolo di vice-allenatore, ottenendo una promozione in serie A1 al termine del secondo anno. Ciani inizia anche l'annata successiva col ruolo di assistente ma venne poi promosso capo-allenatore nel febbraio 1999, quando fu esonerato Tonino Zorzi: fino a quel momento la squadra aveva ottenuto 4 vittorie e 20 sconfitte, mentre sotto la guida tecnica di Ciani i goriziani vincono 5 delle ultime 6 partite. Nonostante ciò, la società scomparve a fine campionato a causa della vendita del diritto sportivo alla Scavolini Pesaro.
L'anno successivo resta nella massima serie venendo ingaggiato dalla Pallacanestro Cantù, con cui conquista un 15º posto che vale la salvezza al termine del campionato 1999-2000. Rimane sulla panchina brianzola fino al dicembre 2000, quando viene esonerato a seguito di una sola vittoria nelle prime undici partite, venendo sostituito da Stefano Sacripanti.

### Legadue e B d'Eccellenza
Approda ai Crabs Rimini nell'estate del 2001, scendendo così a disputare il campionato di Legadue: allena la formazione romagnola fino al gennaio 2002, mese in cui ricevette l'esonero: fino a quel momento i riminesi erano classificati al decimo posto.
A quel punto Ciani scende ulteriormente di categoria allenando nella stagione 2002/03 la Dinamo Sassari, arrivando terzo in classifica al termine della regular season: questo piazzamento permise ai sardi di accedere ai playoff, che saranno poi vinti battendo Trapani in finale, conquistando quindi la promozione in Legadue. Viene confermato anche per l'annata seguente ma viene esonerato nel marzo 2004 a poche giornate dalla fine del girone di ritorno, mentre la squadra era piazzata due punti sopra la zona retrocessione.
Nell'estate del 2004 firma un contratto con la Junior Casale Monferrato, con cui disputa la serie B1. Vincendo 26 partite su 30, Casale si piazza primi in classifica accedendo ai playoff da favoriti: il pronostico viene mantenuto, in quanto arriva la promozione in Legadue per la prima volta nella storia del club. L'esperienza casalese di Ciani nel campionato di Legadue si conclude però dopo la dodicesima giornata, quando venne sostituito da Franco Gramenzi.

### Il ritorno in Serie A
Torna ad allenare in serie A nel 2006-07, quando è chiamato alla guida tecnica del Basket Livorno: i toscani, complici anche i problemi finanziari della società, risiedono negli ultimi posti della classifica, e la dirigenza decide di esonerare Ciani ingaggiando Sandro Dell'Agnello al suo posto. Nonostante ciò, la squadra retrocederà impietosamente in Legadue, chiudendo con otto punti di distacco dalla penultima in classifica.
Il coach udinese riparte così dalla serie B, sedendo sulla panchina della Robur Osimo: nel suo primo anno di permanenza centra i playoff classificandosi quarto in regular season, ma la formazione marchigiana è eliminata ai quarti di finale contro Latina. Nel 2008-09 rimane sulla panchina osimana, classificandosi ancora al quarto posto, ed uscendo ai playoff nuovamente contro Latina, stavolta in semifinale. Nell'ottobre del 2009 approda in serie B Dilettanti alla guida di Massafra, con cui è promosso in Serie A Dilettanti.
Il coach comincia la stagione 2010-11 alla guida della Cestistica San Severo, nel campionato di Legadue. Il 9 novembre 2010 viene sollevato dall'incarico.

### Agrigento e Montegranaro
Nel 2011-12 è ingaggiato dalla Fortitudo Agrigento, ripartita dalla Divisione Nazionale B dopo la retrocessione. Il 18 marzo 2012 vince la Coppa Italia di categoria in finale sulla Mobyt Ferrara. Qualificati ai playoff come primi nel Girone C, gli agrigentini dimostrano una grande «capacità di cambiare volto», come dichiara lo stesso allenatore, e conquistano la promozione dopo la finale vinta in tre gare contro la Viola Reggio Calabria. La stagione successiva, la 2012-13, Ciani continua sulla panchina della Fortitudo Moncada Agrigento, riuscendo a partecipare ai playoff di Divisione nazionale A, ma la squadra agrigentina si fermerà in semifinale contro Matera. Poi ancora un anno con Agrigento e ancora gioie e successi: nella stagione 2013-14, andando contro a qualsivoglia pronostico, l'Agrigento allenata da Franco Ciani - dopo un inizio tentennante - domina il campionato di Adecco Silver (B1), vincendo con diverse giornate d'anticipo e approdando così nella seconda serie nazionale (Adecco Gold).
Vanta di una finale playoff per la Serie A (pallacanestro maschile) persa 3-2 nella serie contro l'Auxilium CUS Torino.
Il 17 maggio 2014, il sindaco di Agrigento, Marco Zambuto, ha conferito a Franco Ciani la cittadinanza onoraria. Viene in seguito confermato sulla panchina biancazzurra per la stagione 2015-2016. Nel mese di giugno del 2019 il coach interrompe il rapporto con  la società Siciliana dopo 8 anni
Il 17 giugno 2019 la Poderosa Montegranaro ufficializza il suo ingaggio per le successive due stagioni. Nel dicembre 2019, con la squadra nelle zone basse della classifica, viene sollevato dall'incarico.

### Il ritorno in A1 con l'Allianz Trieste
Nel giugno 2020 viene ingaggiato dalla Pallacanestro Trieste 2004 nel ruolo di assistant coach. Nel giugno 2021 subentra a Eugenio Dalmasson, diventando ufficialmente il nuovo head coach della società giuliana.
Guida i suoi in una stagione difficile con un percorso altanelante: la squadra dopo essere stata al terzo posto per la prima metà della stagione, perde otto partite consecutive per poi classificarsi nona, ad un soffio dalla zona playoff.

### Torino
Il 4 giugno 2022 viene ufficializzato come nuovo head coach del Basket Torino, con cui firma un contratto biennale. Durante il primo anno la formazione gialloblù supera Urania Milano ai quarti di finale dei playoff e la numero 2 del tabellone Treviglio nelle semifinali, perdendo le finali contro Pistoia con un 1-3 nella serie. Torino raggiunge i playoff anche nella stagione seguente, ma viene eliminata ai quarti di finale da Trieste che successivamente vincerà i playoff.

### OrziBasket
Nel maggio 2024 raggiunge un accordo biennale, valido a partire dalla stagione seguente, con l'OrziBasket, società di Orzinuovi appena acquisita dall'ex patron della Blu Basket Treviglio. La sua permanenza sulla panchina lombarda dura inizialmente solo pochi mesi, fino al 18 dicembre 2024, giorno in cui viene esonerato con un bilancio di 8 vittorie ed altrettante sconfitte. Il 27 gennaio 2025 gli viene nuovamente affidata la panchina della squadra, che in quel momento attraversava una striscia negativa di sei sconfitte consecutive.

## Statistiche da allenatore
| Stagione  | Squadra                     | St. regolare | St. regolare | St. regolare | St. regolare | St. regolare | Post season | Post season | Post season | Post season | Coppa nazionale | Coppa nazionale | Coppa nazionale | Coppa nazionale | Coppa nazionale |
| Stagione  | Squadra                     | Lega         | Ris          | G            | V            | P            | Ris         | G           | V           | P           | Ed              | Ris             | G               | V               | P               |
| --------- | --------------------------- | ------------ | ------------ | ------------ | ------------ | ------------ | ----------- | ----------- | ----------- | ----------- | --------------- | --------------- | --------------- | --------------- | --------------- |
| 1996-1997 | Dinamica Gorizia            | Serie A2     | sub., sost.  | 1            | 1            | 0            | -           | -           | -           | -           | -               | -               | -               | -               | -               |
| 1998-1999 | SDAG Gorizia                | Serie A1     | sub., 13º    | 6            | 5            | 1            | -           | -           | -           | -           | -               | -               | -               | -               | -               |
| 1999-2000 | Pallacanestro Cantù         | Serie A1     | 15º          | 30           | 10           | 20           | -           | -           | -           | -           | CI              | 1/8             | 4               | 2+1             | 1               |
| 2000-2001 | Pallacanestro Cantù         | Serie A1     | sost.        | 11           | 1            | 10           | -           | -           | -           | -           | SI              | Q.              | 6               | 3               | 3               |
| 2001-2002 | Basket Rimini Crabs         | Legadue      | sost.        | 20           | 9            | 11           | -           | -           | -           | -           | -               | -               | -               | -               | -               |
| 2005-2006 | Curtiriso Casale Monferrato | Legadue      | sost.        | 12           | 3            | 9            | -           | -           | -           | -           | -               | -               | -               | -               | -               |
| 2006-2007 | TDShop.it Livorno           | Serie A      | sost.        | 15           | 4            | 11           | -           | -           | -           | -           | -               | -               | -               | -               | -               |
| 2010-2011 | Mazzeo San Severo           | Legadue      | sost.        | 6            | 0            | 6            | -           | -           | -           | -           | CI-L2           | Q.              | 2               | 0               | 2               |
| 2011-2012 | Moncada Agrigento           | DNB          | 1º           | 32           | 29           | 3            | 1º          | 7           | 6           | 1           | CI-DNB          | 1º              | 2               | 2               | 0               |
| 2012-2013 | Moncada Agrigento           | DNA          | 3º           | 34           | 20           | 14           | ½           | 5           | 2           | 3           | CI-DNA          | ½               | 1               | 0               | 1               |
| 2013-2014 | Moncada Agrigento           | DNA/S        | 1º           | 26           | 22           | 6            | ¼           | 3           | 0           | 3           | CI-F6           | ¼               | 1               | 0               | 1               |
| 2014-2015 | Moncada Agrigento           | A2           | 8º           | 26           | 13           | 13           | 2º          | 16          | 10          | 6           | .               | -               | -               | -               | -               |
| 2015-2016 | Moncada Agrigento           | A2           | 6º           | 30           | 17           | 13           | ¼           | 7           | 3           | 4           | CI-F6           | ¼               | 1               | 0               | 1               |
| Totale    | Totale                      | Totale       | Totale       | 249          | 134          | 117          |             | 38          | 21          | 17          |                 |                 | 17              | 7+1             | 9               |

1. ↑  Due vittorie e un pareggio.

## Palmarès
- Coppa Italia LNP: 1

Fortitudo Agrigento: 2012
- Promozione dalla Serie A2 alla Serie A1: 1

Ginnastica Goriziana: 1997-98 (vice)
- Promozione dalla Serie B d'Ecc. alla Legadue: 3

Dinamo Sassari: 2002-03;
Junior Casale: 2004-05;
Fortitudo Agrigento: 2013-14.
- Promozioni dalla Serie B Dil. alla Serie A Dil.: 2

Basket Massafra: 2009-2010;
Fortitudo Agrigento: 2011-12
- Promozione dalla Serie D alla Serie C: 1

Cividale del Friuli: 1987-88